# 세인트조지구 (바베이도스)

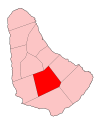
세인트조지구의 위치

세인트조지구(영어: Saint George)는 바베이도스 중부에 위치한 구로 행정 중심지는 더글레베이며 면적은 44km2, 인구는 19,767명(2010년 기준)이다. 남쪽으로는 크라이스트처치구, 북동쪽으로는 세인트존구, 북쪽으로는 세인트조지프구, 서쪽으로는 세인트마이클구, 동쪽으로는 세인트필립구, 북서쪽으로는 세인트토머스구와 접한다.